# Ліннвілл (Айова)
Ліннвілл (англ. Lynnville) — місто (англ. city) в США, в окрузі Джеспер штату Айова. Населення — 380 осіб (2020).

## Географія
Ліннвілл розташований за координатами 41°34′22″ пн. ш. 92°47′13″ зх. д. / 41.57278° пн. ш. 92.78694° зх. д. (41.572835, -92.786891).  За даними Бюро перепису населення США в 2010 році місто мало площу 2,86 км², уся площа — суходіл.

## Демографія
Згідно з переписом 2010 року, у місті мешкало 379 осіб у 163 домогосподарствах у складі 114 родин. Густота населення становила 132 особи/км².  Було 174 помешкання (61/км²).
Расовий склад населення:
| - 100,0 % — білих |

До двох чи більше рас належало 0,0 %. Частка іспаномовних становила 0,8 % від усіх жителів.
За віковим діапазоном населення розподілялося таким чином: 23,0 % — особи молодші 18 років, 59,6 % — особи у віці 18—64 років, 17,4 % — особи у віці 65 років та старші. Медіана віку мешканця становила 45,7 року. На 100 осіб жіночої статі у місті припадало 112,9 чоловіків;  на 100 жінок у віці від 18 років та старших — 101,4 чоловіків також старших 18 років.
Середній дохід на одне домашнє господарство  становив 60 553 долари США (медіана — 62 981), а середній дохід на одну сім'ю — 67 217 доларів (медіана — 70 500). Медіана доходів становила 44 483 долари для чоловіків та 33 750 доларів для жінок. За межею бідності перебувало 7,1 % осіб, у тому числі 9,6 % дітей у віці до 18 років та 3,9 % осіб у віці 65 років та старших.
Цивільне працевлаштоване населення становило 304 особи. Основні галузі зайнятості: роздрібна торгівля — 24,7 %, виробництво — 19,1 %, освіта, охорона здоров'я та соціальна допомога — 16,8 %.